# فرنك توربين
فرنك توربين (بالفرنسية: Franck Turpin)‏ هو لاعب كرة قدم فرنسي في مركز الدفاع، ولد في 27 يناير 1977 في مدينة ليل في فرنسا. لعب مع نادي باو ونادي ليل.